# Lacres
Lacres település Franciaországban, Pas-de-Calais megyében. Lakosainak száma 249 fő (2022. január 1.). Lacres Samer, Doudeauville, Hubersent, Parenty és Tingry községekkel határos.

## Népesség
A település népességének változása:
| Lakosok száma | 252  | 256  | 253  | 247  | 247  | 247  | 248  | 248  | 249  |
|               | 2013 | 2015 | 2016 | 2017 | 2018 | 2019 | 2020 | 2021 | 2022 |